# Hilla (Vorname)
Hilla ist ein vor allem weiblicher Vorname.

## Herkunft und Varianten
Der Name ist die finnische Kurzform von mit Hil- beginnenden Namen. Er bedeutet zudem im Finnischen Moltebeere.
Weitere Varianten sind Hailwic (altdeutsch), Heilwig (deutsch) und Hillevi (schwedisch). Umgangssprachlich wird Hilla oft als Kurzform für Hildegard und Hildegunde benutzt.

## Namensträgerinnen
- Hilla Becher (1934–2015), deutsche Künstlerin
- Hilla Hofer (1914–1990), deutsche Tänzerin, Bühnen- und Filmschauspielerin
- Hilla Jablonsky (1922–2019), deutsche Malerin, Zeichnerin und Lyrikerin
- Hilla Nachshon (* 1980), israelische Fernsehmoderatorin und Model
- Hilla von Rebay (1890–1967), deutsch-US-amerikanische Malerin, Kunstsammlerin und Mäzenin

## Namensträger
- Hilla Limann (1934–1998), Präsident von Ghana